# 부천여자중학교
부천여자중학교(富川女子中學校)는 대한민국 경기도 부천시 소사구 송내동에 있는 공립 중학교이다.

## 학교 연혁
- 1980년 3월 1일 : 초대 김두한 교장 취임
- 1983년 2월 10일 : 제1회 졸업 (4학급 276명)
- 1983년 2월 22일 : 부천여자고등학교 분리 이전
- 2007년 12월 : 음악실, 미술실 리모델링/ 체력단련실, 특기적성실 설치
- 2022년 9월 1일 : 제14대 정화선 교장 취임
- 2024년 1월 5일 : 제42회 졸업(8학급 203명, 총 19,061명)

## 참고 자료
- 부천여자중학교 - 한국교육학술정보원 학교알리미